# Rigaud (Alpes-Maritimes)
Rigaud (früher italienisch Rigaudo) ist eine französische Gemeinde im Département Alpes-Maritimes in der Region Provence-Alpes-Côte d’Azur. Sie gehört zum Arrondissement Nizza und zum Kanton Vence. Die Bewohner nennen sich Rigaudois.

## Geographie
Die Gemeinde liegt in den französischen Seealpen. Die angrenzenden Gemeinden sind Beuil im Norden, Pierlas, Lieuche und Thiéry im Osten, Touët-sur-Var im Süden, Puget-Théniers im Südwesten sowie Puget-Rostang im Westen.
Das Dorf befindet sich auf einem Hochplateau über dem Tal des Flusses Cians, einem Nebenfluss des Var.

## Geschichte
Eine frühe Erwähnung der Ortschaft stammt aus dem 13. Jahrhundert – sie hieß damals „Rigaudum“.

### Bevölkerungsentwicklung
| Jahr      | 1962 | 1968 | 1975 | 1982 | 1990 | 1999 | 2006 | 2018 |
| --------- | ---- | ---- | ---- | ---- | ---- | ---- | ---- | ---- |
| Einwohner | 117  | 117  | 111  | 141  | 165  | 146  | 197  | 197  |

## Sehenswürdigkeiten

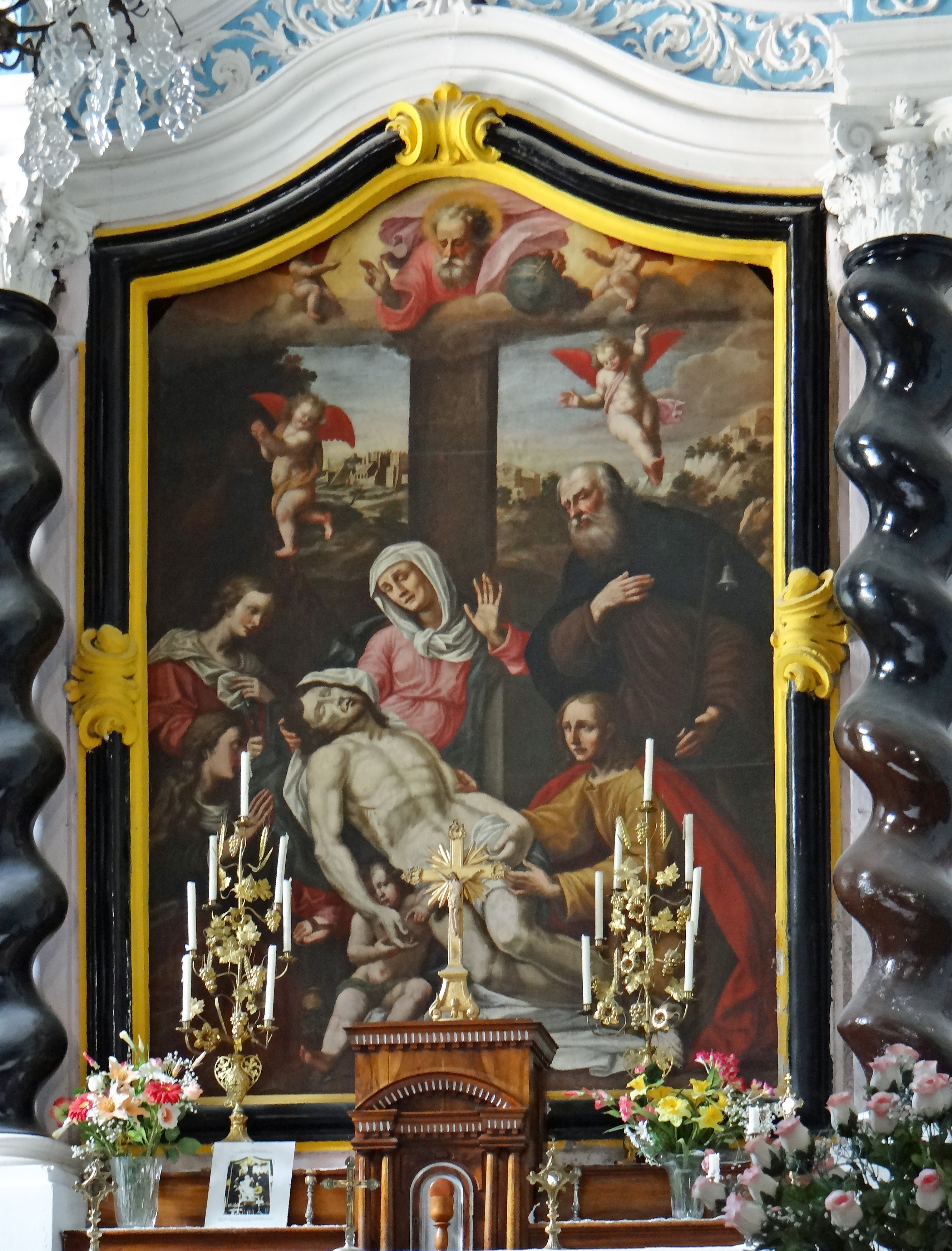
Gemälde mit Pietà in der Pfarrkirche

Siehe: Liste der Monuments historiques in Rigaud (Alpes-Maritimes)